# Manifesto delle 343
Il Manifesto delle 343 (in francese: "le manifeste des 343"), fu una dichiarazione pubblicata il 5 aprile 1971 dalla rivista Nouvel Observateur, in cui 343 donne ammettevano di essersi sottoposte ad interruzione di gravidanza, esponendo se stesse alle relative conseguenze penali. In Francia vigeva all'epoca una legge promulgata nel 1920 che multava con pene fino a sei anni chi avesse abortito o procurato aborti. 
Nel 1943 durante il Governo di Vichy Marie-Louise Giraud fu condannata alla ghigliottina per avere procurato 27 aborti illegali. 
Il manifesto è un esempio di disobbedienza civile. Nessuna delle firmatarie fu perseguita ai termini di legge.

## Il testo
Il testo del manifesto fu scritto da Simone de Beauvoir. Esso cominciava nel seguente modo:
Elles le font dans des conditions dangereuses en raison de la clandestinité à laquelle elles sont condamnées, alors que cette opération, pratiquée sous contrôle médical, est des plus simples.

On fait le silence sur ces millions de femmes.

Je déclare que je suis l'une d'elles. Je déclare avoir avorté.

De même que nous réclamons le libre accès aux moyens anticonceptionnels, nous réclamons l'avortement libre»
Condannate alla segretezza, sono costrette a farlo in condizioni pericolose quando questa procedura, eseguita sotto supervisione medica, è una delle più semplici.

Queste donne sono velate, in silenzio.

Io dichiaro di essere una di loro. Ho avuto un aborto.

Così come chiediamo il libero accesso al controllo delle nascite, chiediamo la libertà di abortire.»
Simone Iff, allora vicepresidente del movimento francese per la pianificazione familiare (MFPF), si mobilitò attivamente a livello personale per ottenere quante più firme possibili da parte di celebrità, anche se non le firmò lei stessa.

### Firmatarie celebri
- Françoise Arnoul
- Brigitte Auber
- Stéphane Audran
- Tina Aumont
- Geneviève Cluny
- Françoise d'Eaubonne
- Simone de Beauvoir
- Christine Delphy
- Catherine Deneuve
- Bona de Pisis de Mandiargues
- Marguerite Duras
- Françoise Fabian
- Brigitte Fontaine
- Antoinette Fouque
- Gisèle Halimi
- Bernadette Lafont
- Violette Leduc
- Ariane Mnouchkine
- Claudine Monteil[3]
- Jeanne Moreau
- Bulle Ogier
- Marie Pillet (madre di Julie Delpy)
- Marie-France Pisier
- Micheline Presle
- Marthe Robert
- Christiane Rochefort
- Yvette Roudy
- Françoise Sagan
- Delphine Seyrig
- Alexandra Stewart
- Nadine Trintignant
- Irène Tunc
- Agnès Varda
- Marina Vlady
- Anne Wiazemsky
- Monique Wittig

## Impatto
La settimana dopo che il manifesto fu pubblicato, la prima pagina della rivista satirica Charlie Hebdo portò un attacco ai politici maschi, ponendo loro una domanda, espressa da una vignetta: "Qui a engrossé les 343 salopes du manifeste sur l'avortement?" ("Chi ha messo incinte le 343 puttane del manifesto sull'aborto?"). La vignetta disegnata da Cabu, diede al manifesto il suo soprannome di "Manifeste des 343 salopes" (manifesto delle 343 puttane).
Il manifesto fu anche l'ispirazione per una dichiarazione in supporto dell'aborto da parte di 331 medici che pubblicarono il proprio manifesto il 3 febbraio 1973: «Noi vogliamo la libertà di abortire. È una decisione interamente della donna. Rifiutiamo qualunque condizione che costringa la donna a difendersi, perpetui una atmosfera di colpevolezza, e permetta agli aborti clandestini di continuare ad esistere...»
Il manifesto contribuì notevolmente all'adozione, nel dicembre 1974-gennaio 1975, della legge Veil, così chiamata per il Ministro della sanità Simone Veil, che rese possibile per le donne interrompere la gravidanza entro le prime dieci settimane (successivamente estese a dodici).
L'iniziativa fu replicata in Germania dalla rivista Stern, che intitolò il numero del 6 giugno 1971 Wir haben abgetrieben! "Abbiamo abortito!"; fu firmato da 374 donne, fra cui alcune celebri come Romy Schneider e Senta Berger.